# Geranium aculeolatum
Geranium aculeolatum — вид квіткових рослин роду журавець (Geranium) родини геранієвих (Geraniaceae).

## Поширення
Вид поширений в Африці на південь від Сахари. Росте у лісових регіонах та серед чагарників.